# Florea Buga
Florea Buga (n. 18 martie 1939) este un deputat român în legislatura 1996-2000, ales în județul Teleorman pe listele partidului PRM.